# Bedenj
Bedenj je naselje v Sloveniji.

## Zgodovina
Najstarejši objekt v vasi je cerkev sv. Magdalene, ki naj bi bila zgrajena v 11. stoletju.

## Geografija
Povprečna nadmorska višina naselja je 203 m.
Pomembnejša bližnja naselja so: Tribuče, Adlešiči in Črnomelj.
Naselje sestavljajo zaselki: Gornji Bedenj, Dolnji Bedenj, Karaman in Klek.

## Demografija
| Pregled števila prebivalstva po letih | Pregled števila prebivalstva po letih | Pregled števila prebivalstva po letih | Pregled števila prebivalstva po letih | Pregled števila prebivalstva po letih | Pregled števila prebivalstva po letih | Pregled števila prebivalstva po letih | Pregled števila prebivalstva po letih | Pregled števila prebivalstva po letih | Pregled števila prebivalstva po letih | Pregled števila prebivalstva po letih | Pregled števila prebivalstva po letih | Pregled števila prebivalstva po letih | Pregled števila prebivalstva po letih |
| ------------------------------------- | ------------------------------------- | ------------------------------------- | ------------------------------------- | ------------------------------------- | ------------------------------------- | ------------------------------------- | ------------------------------------- | ------------------------------------- | ------------------------------------- | ------------------------------------- | ------------------------------------- | ------------------------------------- | ------------------------------------- |
| 1869                                  | 1880                                  | 1890                                  | 1900                                  | 1910                                  | 1931                                  | 1948                                  | 1953                                  | 1961                                  | 1966                                  | 1971                                  | 1981                                  | 1991                                  | 2002                                  |
| 124                                   | 141                                   | 141                                   | 137                                   | 120                                   | 139                                   | 131                                   | 115                                   | 105                                   | 104                                   | 102                                   | 85                                    | 78                                    | 62                                    |

Etnična sestava 1991:
- Slovenci: 76 (97,4 %)
- Hrvati: 2 (2,6 %)